# Bubnjarački Brod
Bubnjarački Brod – wieś w Chorwacji, w żupanii karlowackiej, w gminie Žakanje. W 2011 roku liczyła 122 mieszkańców.